# Тім Гардуей
Тім Гардуей (англ. Tim Hardaway, 1 вересня 1966) — американський баскетболіст.
Олімпійський чемпіон 2000 року.